# エルマ (ヨルシカのアルバム)
『エルマ』は、ヨルシカの2ndフルアルバム。2019年8月28日、ユニバーサルJから発売。前作『だから僕は音楽を辞めた』から約4か月ぶりのアルバムリリースで、2作目（メジャー1作目）のフルアルバムである。

## 概要
メジャー1作目のアルバム。
前作の『だから僕は音楽を辞めた』の続編で、n-bunaの描く物語を軸に楽曲を書き下ろしたコンセプトアルバムとなっている。今作は、旅をしていた前作の主人公、青年エイミーから送られてきた手紙に影響を受けた少女“エルマ”が曲を手掛け、エイミーと同じ道を辿るというストーリーとなっている。
2021年1月にリリースされるEP『創作』の発売を記念して、2020年12月22日から2月28日までに、HMVで過去のアルバムを購入すると各アルバムの『ジャケット絵柄ステッカー（5cm×5cm）』が特典として付属した。

## チャート成績
オリコン2019年9月9日付の週間ランキングで最高3位を記録。オリコン2019年9月9日付の週間デジタルアルバムランキングでは最高1位を記録。

## 収録曲
| 全作詞・作曲・編曲: n-buna。 |                      |        |            |      |
| #                            | タイトル             | 作詞   | 作曲・編曲 | 時間 |
| 1.                           | 「車窓」             | n-buna | n-buna     | 1:55 |
| 2.                           | 「憂一乗」           | n-buna | n-buna     | 4:32 |
| 3.                           | 「夕凪、某、花惑い」 | n-buna | n-buna     | 3:18 |
| 4.                           | 「雨とカプチーノ」   | n-buna | n-buna     | 4:29 |
| 5.                           | 「湖の街」           | n-buna | n-buna     | 1:50 |
| 6.                           | 「神様のダンス」     | n-buna | n-buna     | 3:52 |
| 7.                           | 「雨晴るる」         | n-buna | n-buna     | 3:42 |
| 8.                           | 「歩く」             | n-buna | n-buna     | 3:26 |
| 9.                           | 「心に穴が空いた」   | n-buna | n-buna     | 4:24 |
| 10.                          | 「森の教会」         | n-buna | n-buna     | 1:59 |
| 11.                          | 「声」               | n-buna | n-buna     | 4:48 |
| 12.                          | 「エイミー」         | n-buna | n-buna     | 3:32 |
| 13.                          | 「海底、月明かり」   | n-buna | n-buna     | 2:25 |
| 14.                          | 「ノーチラス」       | n-buna | n-buna     | 4:00 |
| 合計時間:                    | 合計時間:            | 48:12  |            |      |

1、5、10、13曲目はインストゥルメンタル。楽曲においては全てエルマがエイミーからの手紙を読み詞を書いたという設定だが、『ノーチラス』だけはエイミーが書いたという設定になっている。

### タワーレコード特典
全3曲
1. 神様のダンス オルゴールver.
2. 心に穴が空いた オルゴールver.
3. ノーチラス オルゴールver.

### ヴィレッジヴァンガード特典
全3曲
1. 雨とカプチーノ オルゴールver.
2. 雨晴るる オルゴールver.
3. エイミー オルゴールver.

## タイアップ
心に穴が空いた
帝京平成大学2019年CMソング
ノーチラス
ドラマ「言の葉」メインテーマソング

## 特典
- 初回限定盤（エルマが書いた日記帳仕様）
  - 写真
  - 日記帳
- Amazon限定特典
  - オリジナル缶バッジ（32mm）
- タワーレコード
  - オルゴールCD
- ヴィレッジヴァンガード
  - オルゴールCD
- アニメイト
  - A4クリアファイル
- 楽天ブックス
  - ステッカー
- TSUTAYA
  - ロゴステッカー
- ローソンHMV
  - ロゴステッカー
- UNIVERSAL MUSIC STORE
  - ポスター
- 応援店
  - しおり